# Bae Yong-joon
Bae Yong-joon (hangul: 배용준, hancha: 裵勇俊) (ur. 29 sierpnia 1972 w Seulu) – aktor południowokoreański, znany przede wszystkim z ról w dramach. Znany również pod przydomkami BYJ oraz Yon-sama (ヨン様).

## Kariera
BYJ debiutował w 1994 w filmie PpilKu a następnie zaczął grać w dramach. Pierwsze pochwały krytyków zebrał za drugoplanową rolę w dramie A Sunny Place of The Young, w której zagrał następcę prezesa firmy kosmetycznej i przyjaciela głównego bohatera. Po raz pierwszy wykreował tutaj, tak mocno teraz z nim kojarzoną, szlachetną postać o arystokratycznym wyglądzie.
Kolejną ważną dramą w jego karierze była Cheot sarang, w której zagrał Chan-woo, który rzuca studia prawnicze, aby przyłączyć się do gangu i zemścić się za niepowodzenia, które dotknęły jego rodzinę. Drama ta biła rekordy oglądalności przez cały czas emisji, który trwał aż osiem miesięcy. Przez pięć miesięcy z rzędu była najczęściej oglądaną dramą w Korei, z 66 odcinków 50 miało oglądalność powyżej 50% a ostatni odcinek, wyemitowany 20 kwietnia 1997 osiągnął rekordowe 65,8%. Wyższy wynik zdobył jedynie Geudae geurigo na.
W 1999 roku postanowił przerwać karierę i rozpocząć studia filmowe na uniwersytecie Sung Kyun Kwan. Powrócił w 2001 roku rolą w Hotelier. W tym czasie zdecydował, że zacznie zapuszczać włosy.
Najważniejszą rolą w karierze była rola Kang Joon-sanga oraz Lee Min-hyunga w dramie Winter Sonata. Dzięki niej BYJ stał się znany w Japonii i zyskał tam sobie ogromne grono fanów, przyczyniając się do spopularyzowania filmów i seriali koreańskich, czyli tzw. koreańskiej fali. W Japonii zaczęto go nazywać Yon-sama (jap. ヨン様) - używając honoryfikatywnego sufiksu sama dodanego do japońskiej wymowy imienia Yong. Przydomka bardzo szybko zaczęli używać również koreańscy dziennikarze.
Jeszcze większą popularność w Japonii oraz południowo-wschodniej Azji zyskał dzięki filmowi Untold Scandal.

## Filmografia

### Filmy
- 2005: April Snow
- 2003: Untold Scandal
- 1994: PpilKu

### Seriale telewizyjne
- 2011: Dream High jako przewodniczący Jung Ha-myung (KBS2)
- 2007: Taewangsasingi jako Dam Duk (MBC)
- 2007: Hotelier jako Shin Dong-hyuk (cameo, TV Asahi)
- 2002: Gyeoul yeonga jako Kang Joon-sang/Lee Min-hyung (KBS2)
- 2001: Hotelier jako Shin Dong-hyuk, Frank (MBC)
- 1999: Did We Really Love? jako Gang Jae-ho (MBC)
- 1998: The Barefooted Youth (KBS)
- 1997: Cheot sarang jako Sung Chan-woo(KBS)
- 1996: Papa jako Choi Hyun-jun (KBS)
- 1995: Jeolm-eun-i-ui yangji (KBS)
- 1995: Sea Breeze jako Jang Moo-hyung (PSB)
- 1995: Six Steps to Separation (KBS)
- 1994: Salut D'Amour (Love Greeting) jako Kim Yong-min (KBS)

### Anime
- 2009: Winter Sonata (Key East, Total Promotion)

## Nagrody
- 2007: MBC drama awards: Daesang (Grand Prix) award
- 2007: MBC drama awards: MBC Najlepsza para (z Lee Ji Ah, w Legend)
- 2007: MBC drama awards: Popularity award
- 2004: 40th Baeksang: Rookie Award
- 2003: Blue Dragon: Best Newcomer & Popular Star award
- 2002: KBS Drama: Popular Actor Award & Best Actor Award
- 2002: 38. Baeksang Arts Awards: Popularity award
- 1997: 33. Baeksang Arts Awards: Najpopularniejszy aktor telewizyjny
- 1996: KBS Drama Awards: Excellence Award, Actor; Nagroda Popularności; Nagroda Fotogeniczności
- 1995: KBS Drama: Rookie Award & Photogenic Award